# Murosternum paramolitor
Murosternum paramolitor là một loài bọ cánh cứng trong họ Cerambycidae.